# بوسي فيليبس
بوسي فيليبس (بالإنجليزية: Busy Philipps)‏ وإسمها الكامل إليزابيث جيان فيليبس (بالإنجليزية: Elizabeth Jean "Busy" Philipps)‏ وهي ممثلة أمريكية ولدت في يوم 25 يونيو 1979 في قرية أواك بارك في ولاية إلينوي في الولايات المتحدة مثلت في عدة مسلسلات منها مسلسل فريكس أند جيكس وداوسونس غريكس.

## روابط خارجية
- بوسي فيليبس على موقع IMDb (الإنجليزية)
- بوسي فيليبس على موقع روتن توميتوز (الإنجليزية)
- بوسي فيليبس على موقع ألو سيني (الفرنسية)
- بوسي فيليبس على موقع ميوزك برينز (الإنجليزية)
- بوسي فيليبس على موقع ميوزك برينز (الإنجليزية)
- بوسي فيليبس على موقع أول موفي (الإنجليزية)
- بوسي فيليبس على موقع قاعدة بيانات الأفلام السويدية (السويدية)
- بوسي فيليبس على موقع إن إن دي بي (الإنجليزية)
- بوسي فيليبس على موقع قاعدة بيانات الفيلم (الإنجليزية)
- بوسي فيليبس على موقع كينوبويسك (الروسية)